# حرق (إصابة)
الحرق هو نوع من الإصابة في النسيج العضلي أو الجلد بسبب الحرارة، الكهرباء، المواد الكيميائية، الاحتكاك، أو الإشعاع. تعرف الحروق التي تؤثر فقط على الطبقة السطحية من الجلد باسم الحروق السطحية أو حروق الدرجة الأولى. عندما يصل الضرر إلى بعض الطبقات الواقعة تحت الجلد، يعرف بالحرق العميق جزئيا أو الحرق من الدرجة الثانية. في الحرق الذي يصيب كافة الطبقات أو الحرق من الدرجة الثالثة، تمتد الإصابات إلى جميع طبقات الجلد. أما حرق الدرجة الرابعة فهو يشمل إضافة إلى ذلك إصابة الأنسجة الأعمق، مثل العضلات أو العظام.
في عام 2015، أسفر الحريق والحرارة عن 67 مليون إصابة. وأدى ذلك إلى حوالي 2.9 مليون حالة وفاة و 176.000 حالة وفاة. معظم الوفيات الناجمة عن الحروق تحدث في العالم النامي، وخاصة في جنوب شرق آسيا. في حين أن الحروق الكبيرة يمكن أن تكون قاتلة، والعلاجات التي وضعت منذ عام 1960 قد تحسنت النتائج، وخاصة في الأطفال والشباب. في الولايات المتحدة، ما يقرب من 96% من الذين دخلوا إلى مركز الحروق بقوا على قيد الحياة بعد إصاباتهم. وتعتمد النتيجة الطويلة الأجل على حجم الحرق وعمر الشخص المتضرر.

## التدبير
يعتمد العلاج المطلوب على شدة الحرق. قد يكون تدبير الحروق السطحية بما يزيد قليلا عن مسكنات الألم بسيط كافيا، في حين تتطلب معالجة الحروق الكبرى فترات طويلة في مركز الحروق المتخصص. قد يساعد تبريد الحرق باستعمال ماء الصنبور في تخفيف الألم وتقليل الضرر، ولكن قد يؤدي التعرض للماء لفترات طويلة إلى انخفاض درجة حرارة الجسم. قد تتطلب الحروق الجزئية العمق التنظيف بالماء والصابون، ثم استعمال الضمادات. وليس من الواضح كيفية تدبير النفاطات، ولكن تركها سليمة قد يكون منطقيا. أما الحروق كاملة العمق فتتطلب العلاج الجراحي عادة، مثل زرع الجلد وغالبا ما تتطلب الحروق الواسعة إعطاء كميات كبيرة من السوائل في الوريد لأن الاستجابة الالتهابية اللاحقة ستؤدي إلى تسرب كميات كبيرة من السوائل من الأوعية الشعرية ووذمة. وترتبط المضاعفات الأكثر شيوعا للحروق بحالات العدوى.
<-! الوبائيات ->
في حين يمكن للحروق الكبيرة أن تكون قاتلة، إلا أن العلاجات الحديثة التي طورت منذ عام 1960 قد أدت إلى تحسين النتائج بصورة ملحوظة، وخاصة بين الأطفال وصغار البالغين. على الصعيد العالمي، يحتاج حوالي 11 مليون شخص للعلاج الطبي، ويموت 300,000 بسبب الحروق كل عام. في الولايات المتحدة، يموت ما يقرب من 4٪ من المقبولين في مركز الحروق بسبب إصاباتهم. وترتبط النتائج الطويلة الأجل في المقام الأول بحجم الحرق وعمر الشخص المصاب.
في عام 2015، أسفر الحريق والحرارة عن حوالي 67 مليون إصابة. وأدى ذلك إلى حوالي 2.9 مليون حالة وفاة و 176.000 حالة وفاة. تحدث معظم الوفيات الناجمة عن الحروق في العالم النامي، وخاصة في جنوب شرق آسيا. في حين يمكن أن تكون الحروق الكبيرة قاتلة، فإن العلاجات التي وضعت منذ عام 1960 أتت بنتائج عظيمة، وخاصة في الأطفال والشباب. في الولايات المتحدة، نجا ما يقرب من 96٪ ممن تلقوا العلاج في مراكز الحريق البقاء. وتعتمد النتائج طويلة الأجل بحجم الحرق وعمر الشخص المتضرر.

## العلامات والأعراض
تعتمد خصائص أي حرق على عمقه. فالحروق السطحية تسبب الألم الذي يستمر يومين أو ثلاثة أيام، ويليه تقشّر الجلد خلال الأيام القليلة التالية. قد يشير الأفراد الذين يعانون من حروق أكثر شدة إلى عدم الراحة أو قد يشكون من الشعور بضغط بدلا من الألم. أما الحروق الشاملة لكامل سماكة الجلد فقد يفقد معها الإحساس باللمس الخفيف أو الوخز. في حين تتميز الحروق السطحية باللون الأحمر عادة، فإن الحروق الشديدة قد تكون وردية، بيضاء أو سوداء. الحروق حول الفم أو الشعر المحروق داخل الأنف قد يشيران إلى حدوث حروق في الشعب الهوائية، ولكن هذه الموجودات ليست مؤكِّدة  وتشمل العلامات الأكثر إثارة للقلق: ضيق التنفس، بحة الصوت، وصرير أو الأزيز  الحكة عرض شائع أثناء عملية الشفاء، وهي تحدث لدى ما يصل إلى 90٪ من البالغين وجميع الأطفال تقريبا.
قد يستمر الشعور بالخدر أو الوخز لفترة طويلة من الزمن بعد الأذية الكهربائية. وقد تكون الحروق سببا للاضطراب العاطفي والنفسي أيضا.
| النوع                                     | الطبقات المتأثرة                                                   | المظهر                                                                        | الملمس        | الإحساس                 | وقت الشفاء                    | الإنذار                                                                                     | مثال                                                           |
| ----------------------------------------- | ------------------------------------------------------------------ | ----------------------------------------------------------------------------- | ------------- | ----------------------- | ----------------------------- | ------------------------------------------------------------------------------------------- | -------------------------------------------------------------- |
| سطحي (درجة أولى)                          | البشرة                                                             | أحمر دون ظهور نفاطات                                                          | جاف           | مؤلم                    | من 5 إلى 10 أيام              | يشفي جيدا؛ حروق الشمس المتكررة تزيد من إمكانية الإصابة بـ سرطان الجلد في وقت لاحق في الحياة | حرق الشمس هو حرق نموذجي من الدرجة الأولى.                      |
| حرق سطحي سماكة جزئية (الدرجة الثانية)     | يمتد إلى (الحليمات) السطحية الأدمة                                 | التنقيط واضحة مرافقة لاحمرار الجلد الذي يتحول إلى اللون الأبيض عند الضغط عليه | رطب           | مؤلم جدا                | أقل من 2-3أسابيع              | عدوى محلية / التهاب النسيج الخلوي ولكن لا تندّب عادة                                         | حرق من الدرجة الثانية                                          |
| حرق عميق سماكة جزئية (الدرجة الثانية)     | يمتد إلى عمق الأدمة (الشبكية)                                      | أصفر أو أبيض. أقل ابيضاضا. قد تتشكل النفاطات                                  | جاف إلى حد ما | شعور بالضغط وعدم الراحة | 3 – 8 أسابيع                  | تندب، التقلصات (قد تتطلب الاستئصال وترقيع الجلد)                                            | حرق من الدرجة الثانية الناجم عن التعرض للماء المغلي            |
| حرق شامل لكامل سمك الجلد (الدرجة الثالثة) | يمتد عبر الأدمة بأكملها                                            | قاسي ولونه أبيض/بني لا ابيضاض                                                 | جلدي القوام   | لا ألم                  | فترات طويلة (أشهر) وغير مكتمل | تندب، تقلصات، بتر (يوصى بالاستئصال المبكر)                                                  | اليوم الثامن لحرق من الدرجة الثالثة بسبب كاتم صوت دراجة نارية. |
| الدرجة الرابعة                            | يمتد عبر الجلد كله، ليصل إلى طبقة الدهن تحت الجلد والعضلات والعظام | أسود؛ متفحمة مع ندبة                                                          | جاف           | لا ألم                  | يتطلب الاستئصال               | البتر، اضطراب وظيفي شديد، وفي بعض الحالات، الموت                                            | حرق من الدرجة الرابعة                                          |

## الأسباب

تستخدم قاعدة والاس نسبًا تقدريرية لتحديد مساحة الجسم المتضررة من الحرق، اعتمادًا على أجزاء الجسم المختلقة كما هو موضح بالصورة.
تحدث حروق نتيجة لمجموعة متنوعة من الأسباب الخارجية التي تصنف كأسباب حرارية وكيميائية وكهربائية، والأشعة.
.
في الولايات المتحدة الأمريكية، أكثر أسباب الحروق هي: النار أو اللهب (44%)، الحروق (33٪)، الأجسام الساخنة (9٪)، والكهرباء (4٪)، والمواد الكيميائية (3٪)  تحدث معظم الإصابات بالحروق في المنزل (69٪) أو في العمل (9٪)،  ومعظمها غير مقصود، مع 2٪ نتيجة لاعتداء من شخص آخر، و1-2٪ ناتجة عن محاولة الانتحار. هذه المصادر يمكن أن يسبب إصابة استنشاقية في مجرى التنفس و / أو الرئتين، والتي تحدث في حوالي 6٪ من الإصابات.
تحدث إصابات الحروق بشكل أكثر شيوعا بين الفقراء.<-! -> التدخين هو أحد عوامل الخطر، على الرغم من استخدام الكحول لا يعتبر كذلك.<-! ->. الحروق الناجمة عن النار عادة ما تكون أكثر شيوعا في المناخات الباردة تشمل عوامل الخطر الخاصة بالعالم النامي الطبخ باستعمال مصادر النار المفتوحة أو على الأرض وكذلك العاهات الخلقية لدى الأطفال والأمراض المزمنة لدى البالغين.

### الحروق الحرارية
في الولايات المتحدة، تعتبر النار والسوائل الساخنة هي الأسباب الأكثر شيوعا للحروق. من بين الحرائق المنزلية التي تؤدي إلى الوفاة، يسبب التدخين 25٪ منها وأجهزة التدفئة تتسبب في 22٪ منها. ما يقرب من نصف الإصابات تحدث بسبب الجهود المبذولة لمكافحة الحريق.
الإصابة بالسمط أكثر شيوعا لدى الأطفال الذين تقل أعمارهم عن خمس سنوات وفي الولايات المتحدة وأستراليا، تشكل هذه الفئة من الإصابات حوالي ثلثي جميع الحروق. ويشكل التماس مع الأجسام الساخنة السبب في حوالي 20-30٪ من الإصابات بالحروق بين الأطفال. . وبشكل عام، يعتبر السمط حرقا من الدرجة الأولى أو الثانية، ولكنه قد يسبب حروقا من الدرجة الثالثة أيضا، خصوصا إذا استمر التماس لفترة طويلة. الألعاب النارية هي سبب شائع للحروق خلال مواسم العطلات في كثير من البلدان 
وهي تشكل خطرا بالنسبة للذكور المراهقين خصوصًا
.

### الحروق الكيميائية
قالب:الأصل
تسبب المواد الكيميائية 2-11٪ من جميع الحروق وتساهم في ما يصل إلى 30٪ من الوفيات الناجمة عن الحروق  وقد تحدث الحروق الكيميائية بسبب أكثر من 25,000 مادة، معظمها إما أساس قوية (55 ٪) أو حمض قوي (26٪)  معظم الوفيات الناجمة عن الحروق الكيميائية تحدث كنتيجة ثانوية لـ الابتلاع وتشمل العوامل الشائعة: حامض الكبريتيك بشكله الموجود في منظفات المراحيض، هيبوكلوريت الصوديوم بشكله الموجود في المواد المبيِّضة، والهيدروكربونات المهلجنة بشكلها الموجود في مزيلات الدهان، وغيرها. قد يسبب حمض الهيدروفلوريك حروقا عميقة خصوصًا قد لا تسبب حدوث الأعراض قبل مرور وقت على التعرض لها 
أما حمض الفورميك فقد يتسبب في تحطم أعداد كبيرة من كريات الدم الحمراء.

### الحروق الكهربائية
وتصنف الحروق أو الإصابات الكهربائية بحروق الفولتاج العالي (أكبر من أو يساوي 1000 فولت)، وحروق الفولتاج المنخفض (أقل من 1000 فولت)، أو حرق وميضي التالية للتعرض للـ القوس الكهربائي. الأسباب الأكثر شيوعا للحروق الكهربائية بين الأطفال هي الأسلاك الكهربائية (60٪)، يليها المنافذ الكهربائية (14٪). وقد يسبب البرق أيضا حروقا كهربائية 
وتشمل عوامل الخطورة المرافقة للإصابة بالبرق المشاركة في الأنشطة في الأماكن المفتوحة مثل تسلق الجبال، والجولف والرياضات الميدانية، والعمل في الأماكن المفتوحة. يبلغ معدل الوفيات بسبب الإصابة بالبرق حوالي 10٪.
في حين تسبب الإصابات الكهربائية الحروق في المقام الأول، فإنها قد تسبب أيضا حدوث كسور أو خلوع بشكل ثانوي للـ الإصابات الرضية الكليلة أو تقلص العضلات. في إصابات الفولتاج المرتفع، قد يحدث معظم الضرر داخليا وبالتالي لا يمكن تقدير مدى الضرر من خلال فحص الجلد وحده. قد يسبب التماس مع أي فولتاج منخفض أو مرتفع حدوث عدم انتظام ضربات القلب أو السكتة القلبية.

### التعرض للإشعاع
قالب:الأصل
الحروق الإشعاعية قد تحدث بسبب التعرض المطول إلى الأشعة فوق البنفسجية (كما من الشمس، مقصورات الدبغ أو لحام القوس) أو من الإشعاع المؤين (كما في العلاج الإشعاعي، الأشعة السينية أو تساقط الغبار المشع) 
التعرض للشمس هو السبب الأكثر شيوعا للحروق الإشعاعية والسبب الأكثر شيوعا للحروق سطحية ككل 
وهناك تفاوت كبير في مدى سهولة تعرّض الناس للإصابة بـ حروق الشمس استنادا إلى نوع الجلد 
يعتمد تأثر الجلد من الأشعة المؤينة تعتمد على كمية التعرض المنطقة، حيث يتساقط الشعر بعد التعرض إلى 3 غراي، ويظهر الاحمرار بعد 10 وحدات غراي، وتقشّر الجلد الرطب بعد 20 وحدة جراى، وتموّت الجلد بعد 30 وحدة جراى 
قد لا يظهر الاحمرار، في حال حدوثه، قبل مرور وقت على التعرّض للأشعة  يتم علاج الحروق الإشعاعية بنفس طرق علاج الحروق الأخرى. تحدث حروق الموجات الميكروية عن طريق التسخين الحراري الذي تحدثه الموجات الميكروية. في حين يؤدي التعرض لها لفترة قصيرة لا تزيد عن ثانيتين إلى إحداث إصابة، إلا إن هذا الأمر غير شائع.

### الحروق المقصودة
بين الأفراد الذين يدخلون إلى المستشفى للعلاج من حروق السمط أو حروق النار، هناك 3 - 10٪ منهم تعرضوا للاعتداء وتشمل الأسباب تشمل: إساءة معاملة الأطفال، والنزاعات الشخصية، والاعتداء على الزوج /ـة، إساءة معاملة كبار السن، والخلافات في العمل. قد تشير اصابة الغمر أو السمط نتيجة الغمر إلى إساءة معاملة الأطفال .
```
وهي تحدث عندما يكون أحد الأطراف أو الجزء السفلي من الجسم (المقعدة أو 
العجان
) قد أبقي عنوة تحت سطح الماء الساخن  ويتميز عادة بوجود حدّ علوي فاصل بوضوح شديد وكثيرا ما يكون متناظرا. تشمل علامات الخطورة المرتفعة الأخرى لإمكانية سوء المعاملة ما يلي: الحروق الكفافيّة، وغياب علامات الترشاش، كون الحرق متساوي العمق، ووجود غيرها من علامات الإهمال أو الاعتداء.
```

حرق العروس، هو أحد أشكال العنف الأسري، الذي يحدث في بعض الثقافات مثل الهند، حيث يتم حرق المرأة نتيجةً لما يعتبرها زوجها أو عائلته على أنها دوطة غير كافية. في باكستان، يمثل حروق الأحماض 13% من حوادث الحروق المتعمدة، وترتبط عادةً بالعنف الأسري. التضحية بالنفس (إحراق المرء لنفسه كأحد أشكال الاحتجاج) تشيع أيضاً نسبياً بين النساء الهنديات.

## الفيزيولوجيا المرضية
عند درجات الحرارة الأعلى من 44 °م (111 °ف)، تبدأ البروتينات في فقد شكلها ثلاثي الأبعاد وتشرع في التفكك. مما يؤدي إلى تدمير الخلايا والأنسجة. تعتبر العديد من الآثار الصحية للحروق ثانوية لحدوث اضرابات بالوظائف الطبيعية للجلد. وتشمل اضطراب بالحس الجلدي وعدم القدرة على منع فقدان الماء من خلال التبخر وعدم القدرة على التحكم في درجة حرارة الجسم. تؤدي تفكك أغشية الخلايا إلى فقدان الخلية للبوتاسيوم وانتقاله إلى المساحات خارج الخلية ليحتل مكان الماء والصوديوم.
في الحروق كبيرة المساحة (أكثر من 30% من المساحة الكلية لسطح الجسم)، تكون هناك استجابة التهابية كبيرة. وهذا يؤدي إلى تسرب متزايد للسوائل من الشعيرات الدموية، وبالتالي حدوث الوذمة في الأنسجة. وهذا يتسبب في فقدان كمية كبيرة من الدم عمومًا، وتتعرض الكمية المتبقية من الدم لفقدان نسبة كبيرة من البلازما، وهذا ما يجعل الدم أكثر تركيزاً. يمكن أن يؤدي التدفق الضعيف للدم إلى الأعضاء مثل الكليتين والجهاز الهضمي، إلى الفشل الكلوي وقرح المعدة.
كما يمكن أن تؤدي المستويات المرتفعة من الكاتيوكولامين والكورتيزول إلى حالة فرط الاستقلاب التي قد تستمر لعدة سنوات. وهو ما يقترن مع زيادة في النتاج القلبي والأيض وضربات قلب سريعة ووظيفة مناعية ضعيفة.

## التشخيص
يمكن تصنيف الحروق وفقاً للعمق وآلية الإصابة والامتداد والإصابات المصاحبة. يعتمد التصنيف الأكثر شيوعاً على عمق الإصابة. يتم تحديد عمق الحروق عادةً من خلال الكشف الطبي، وإن كان يمكن أيضاً الاستعانة بالخزعة. قد يكون من الصعب تحديد عمق الحروق بدقة من خلال فحص واحد، وقد يستلزم الأمر إجراء عدة فحوصات على مدى بضعة أيام. يجب أن نأخذ بالاعتبار احتمال الإصابة بـ التسمم بأحادي أكسيد الكربون وأيضاً التسمم بالسيانيد لدى المصابين بحروق نارية، ويعانون من الصداع أو الدوار.

### الحجم
يقاس حجم الحرق كنسبة مئوية من مساحة السطح الكلي للجسم (TBSA) المتاثرة بحروق جزئية أو كاملة الثخانة. ولا يشتمل هذا التقدير على الحروق من الدرجة الأولى التي تتصف فقط بحمرة اللون دون قروح. تنطوي معظم الحروق (70%) على أقل من 10% من مساحة السطح الكلي للجسم.
وهناك عدة طرق لتحديد مساحة السطح الكلي للجسم، بما في ذلك «قاعدة التسعة» والرسوم التخطيطية التي وضعها لند وبراودر وتقديرات معتمدة على حجم راحة يد المصاب. وتعد «قاعدة التسعة» من القواعد التي يسهل تذكرها، ولا تتصف بالدقة سوى في المصابين الذين تتجاوز أعمارهم 16 عاماً. يمكن القيام بتقديرات أكثر دقة باستخدام الرسوم التخطيطية للند وبراودر، التي تأخذ بالاعتبار النسب المختلفة من أجزاء الجسم للبالغين والأطفال. يمثل حجم بصمة اليد (بما في ذلك راحة اليد والأصابع) نحو 1% من المساحة الكلية لسطح الجسم.

### درجة الخطورة
| طفيف                                 | متوسط                                   | شديد                                          |
| ------------------------------------ | --------------------------------------- | --------------------------------------------- |
| بالغ ˃ 10% من مساحة سطح الجسم        | بالغ 10 – 20% من مساحة سطح الجسم        | بالغ ˂ 20% من مساحة سطح الجسم                 |
| صغير أو كبير ˃ 5% من مساحة سطح الجسم | صغير أو كبير 5 – 10% من مساحة سطح الجسم | صغير أو كبير ˂ 10% من مساحة سطح الجسم         |
| <2% حرق كامل سمك الجلد               | 2 – 5% من كامل سمك الجلد                | ˂5% من كامل سمك الجلد                         |
|                                      | إصابة مرتفعة الفولتاج                   | حرق مرتفع الفولتاج                            |
|                                      | إصابة استنشاقية ممكنة                   | إصابة استنشاقية معروفة                        |
|                                      | حرق محيطي                               | حرق واضح في الوجه، المفاصل، اليدين أو القدمين |
|                                      | مشاكل صحية أخرى                         | إصابات مصاحبة                                 |

ابتكرت «الجمعية الأمريكية للحروق» نظاماً للتصنيف، من أجل تحديد الحاجة إلى إحالة المصاب إلى وحدة متخصصة للحروق من عدمها. يمكن تصنيف الحروق وفقاً لهذا النظام إلى شديدة ومتوسطة وطفيفة. يتم تقدير هذا بناءً على عدد من العوامل، تشمل المساحة الكليّة المصابة من الجسم وشمولها على مناطق تشريحية معينة وعمر المصاب والإصابات المصاحبة. يمكن عادةً معالجة الحروق الطفيفة في المنزل، أما الحروق المتوسطة تُعالج عادةً بالمستشفى، والحروق الشديدة تُعالج بمركز الحروق.

## الوقاية
على مدى تاريخ الإصابات السابقة، كان يمكن تجنب ما يقرب من نصف الحروق. عملت برامج الوقاية من الحروق على خفض معدلات الحروق الخطيرة كثيرًا . وتتضمن التدابير الوقائية: الحد من درجات حرارة المياه الساخنة وأنظمة إنذار الدخان وأنظمة الرشاشات والإنشاء السليم للمباني والملابس المقاومة للحرائق. ويوصي الخبراء بضبط سخانات المياه عند درجة أقل من 48.8 °م (119.8 °ف). ومن التدابير الأخرى الخاصة بالوقاية من السمط، استخدام ميزان حرارة لقياس درجة حرارة مياه الاستحمام ووضع واقي من الرذاذ على المواقد. رغم عدم وضوح نتائج القواعد المنظمة لاستخدام الألعاب النارية، إلا أن هناك أدلة مبدئية على جدواها مع وجود توصيات تتضمن الحد من بيع الألعاب النارية للأطفال.

## تدبير الحروق
تبدأ عملية الإنعاش بالتقييم وتأمين استقرار المجرى الهوائي والتنفس والدورة الدموية للشخص المصاب. إذا اشتبه بإصابة استنشاقية، فقد يتطلب الأمر القيام بـ التنبيب في وقت مبكر. ويلي هذا العناية بجروح الحرق ذاته. يمكن أن يتم لف المصابين بحروق شديدة بملاءة نظيفة لحين وصولهم إلى المستشفى. وحيث إن جروح الحروق عرضة للإصابة بالعدوى، ينبغي تلقي المصاب لجرعة داعمة من لقاح الكزاز إذا لم يكن قد حُصِّن ضد العدوى خلال خمس السنوات الماضية. في الولايات المتحدة، يتم إنهاء علاج 95% من إصابات الحروق بقسم الطوارئ، في حين يتطلب الأمر تلقي 5% من الإصابات للعلاج بالمستشفى. من المهم تغذية المصابين بحروق شديدة في وقت مبكر. يمكن أن تكون الأكسجة مفرطة الضغط مفيدة إلى جانب الطرق العادية للعلاج.

### سوائل الحقن الوريدي
ينبغي تلقى المرضى الذين يعانون من ضعف الإرواء النسيجي لباعات من محلول بلوراني متساوي التوتر. كما ينبغي خضوع الأطفال المصابين بحروق تغطي أكثر من 10-20% من المساحة الكلية لسطح الجسم، والبالغين الذين تزيد هذه النسبة لديهم عن 15%& لإنعاش منهجي بالسوائل، تعقبه المتابعة. ينبغي أن تبدأ هذه العملية قبل الوصول إلى المستشفى إذا أمكن، وذلك بالنسبة للمصابين الذين تتجاوز نسبة الحروق لديهم 25% من المساحة الكلية لسطح الجسم. يمكن لمعادلة باركلاند أن تساعد في تحديد حجم سوائل الحقن الوريدي التي يحتاجها المريض خلال الأربع وعشرين ساعة الأولى.
تعتمد المعادلة على المساحة الكلية المصابة من سطح جسم المصاب ووزنه. يتلقى المصاب نصف كمية السوائل خلال الثماني ساعات الأولى، والكمية المتبقية خلال الست عشرة ساعة التالية. يتم احتساب الإطار الزمني ابتداءً من وقت الإصابة بالحروق، وليس من وقت بدء إنعاش المصاب بالسوائل. يحتاج الأطفال سوائل صيانة إضافية تحتوي على جلوكوز. هذا بالإضافة إلى احتياج الأشخاص الذين يعانون من إصابات بالجهاز التنفسي إلى مزيد من السوائل. Acute Burn Care|year=2012|publisher=Springer|isbn=978-3-7091-0348-7|page=77|url=http://books.google.ca/books?id=olshnFqCI0kC&pg=PA77}}</ref> في حين يتسبب الإنعاش غير الكافي بالسوائل في حدوث مشاكل، نجد أن الإنعاش الزائد يمكن أن يحدث الضرر أيضاً. تمثل المعادلات دليلاً فقط، مع ضرورة تعديل تسريب السوائل مثاليا لكي يصل النتاج البولي إلى معدل> 30  مللتر/ ساعة لدى البالغين و1 مللتر/ كجم لدى الأطفال وأن يكون متوسط الضغط الشرياني أكثر من 60مم زئبق.
في حين كثيراً ما يستخدم محلول رينغر اللاكتاتي، إلا أنه لا يوجد ما يدل على تفوقه على المحلول الملحي العادي وتبدو السوائل البلورانية في مثل جودة السوائل الغروانية، وحيث إن السوائل الغروانية أكثر تكلفة فلا يُنصح باستخدامها. نادراً ما يتطلب الأمر الحاجة إلى نقل دم. حيث يُنصح بها فقط في حالة انخفاض مستوى الهيموجلوبين عن 60-80  جم/ لتر (6-8  جم/ ديسيلتر) وذلك نظراً لمخاطر المضاعفات المصاحبة. يمكن تثبيت القثاطر الوريدية من خلال الجلد المحروق عند الحاجة أو يمكن استخدام التسريب داخل العظام.

### العناية بالجروح
التبريد المبكر (خلال ثلاثين دقيقة من الإصابة بالحرق) يقلل من عمق الحرق ومن الألم، إلا أنه ينبغي توخي الحذر حيث يمكن أن تؤدي المبالغة في التبريد إلى انخفاض درجة حرارة جسم المصاب. ينبغي أن يتم التبريد باستخدام ماء بارد 10–25 °م (50.0–77.0 °ف) وليس ماء مثلج حيث يمكن للأخير أن يتسبب في حدوث المزيد من الإصابات. يمكن أن يتطلب الأمر زيادة الإرواء في حال الحروق الكيميائية. تعتبر عملية التنظيف باستخدام الماء والصابون وإزالة الأنسجة الميتة، ووضع الضمادات من الجوانب الهامة للعناية بالجروح. ومن غير الواضح ما ينبغي فعله مع النفاطات السليمة إن وجدت. فبعض الأدلة المبدئية تدعم عدم فقئها. أما الحروق من الدرجة الثانية، فينبغي إعادة تقييمها بعد مضي يومين.
لا تتوفر أدلة عالية الموثوقية فيما يتعلق بأنواع الضمادات الواجب استخدامها في معالجة الحروق من الدرجتين الأولى والثانية. ومن المنطقي عدم معالجة الحروق من الدرجة الأولى باستخدام الضمادات. وفي حين أنه يُوصى غالباً باستخدام المضادات الحيوية الموضعية، إلا أنه لا يتوفر سوى القليل من الأدلة لدعم استخدامها. ولا يُنصح باستخدام سلفاديازين الفضة (أحد أنواع المضادات الحيوية) لأنه يطيل من مدة الالتئام. كما لا توجد أدلة كافية لدعم استخدام الضمادات المحتوية على الفضة أو علاج الجروح بالضغط السلبي.

### الأدوية
يمكن للحروق أن تكون مؤلمة جداً وهناك عدة خيارات قد تستخدم من أجل تدبير الألم. وهذه تشمل المسكنات البسيطة (مثل الإيبوبروفين والأسيتامينوفين) والأفيونيات مثل المورفين. وقد يستخدم بنزوديازيبين إلى جانب المسكنات للتغلب على القلق الشديد أثناء عملية الشفاء، يمكن استخدام مضادات الهيستامين والتدليك أو تنبيه العصب عبر الجلد للتغلب على الحكة. غير أن مضادات الهيستامين لا تكون فعّالة لهذا الغرض الا لدى 20% فقط من الناس.
هناك دليل مبدئي يدعم استخدام غابابنتين
وقد يكون استخدامه مناسباً لمن لم تتحسن حالتهم مع مضادات الهيستامين.
يُنصح بإعطاء مضاد حيوي عن طريق الوريد قبل الجراحة، للمصابين بحروق كبيرة (>60% من مساحة سطح الجسم). اعتبارًا من 2008, ولكن الإرشادات لا تنصح باستخدامها عموما خوفاً من أن يؤدي ذلك إلى مقاومة للمضادات الحيوية  والخطر المتزايد من العدوى الفطرية. بيد أن هنالك أدلة مبدئية تفيد بأنها قد تحسّن من معدلات النجاة بين المصابين بحروق كبيرة وشديدة.
لم يثبت استخدام إريثروبويتين فعالية في الوقاية من أو علاج فقر الدم عند المصابين بالحروق. وفي الحروق الناجمة عن حمض الهيدروفلوريك، فإن جلوكونات الكالسيوم تعتبر ترياقا نوعيا، وقد يعطى للمصاب عبر الوريد و/أو موضعياً.

### الجراحة
يجب التعامل مع الجروح التي تتطلب اغلاقا جراحيا سواء بالرقعة أو السديلة الجلدية (عادة في أي حالة أكبر من حرق صغير كامل السمك) في أسرع وقت ممكن.
قد تحتاج الحروق المحيطية (الكفافية) في الأطراف والصدر إلى تدخل جراحي عاجل لارخاء الجلد وهي عملية معروفة بـ بضع الخشارة.
ويتم ذلك للعلاج أو للوقاية من حدوث مشاكل الدورة الدموية الطرفية أو مشاكل التهوية. . ولم يثبت مدى جدواها في حروق الرقبة والأصابع. وقد تحتاج الحروق الكهربائية إلى بَضْعُ اللِّفافات.

### الطب البديل
استخدم العسل في العصور القديمة للمساعدة في التئام الجروح، ويمكن أن يكون مفيداً في حروق الدرجة الأولى والثانية.
والدلائل على منفعة الصبار الحقيقي ضعيفة الموثوقية. ولكنه قد يكون مفيداً في تخفيف الألم،
وقد وجد في مقال لعام 2007، دلائل أولية على تحسينه وقت الشفاء.
وفي مقال لاحق في عام 2012 لم يسبب استخدام سلفاديازين الفضة أي تحسن في شفاء الحروق.
هناك دليل ضئيل على دور فيتامينE كمساعد في علاج الجدرة أوالتندب. ولا ينصح بالزبد.
في البلدان ذات الدخل المنخفض، يتم علاج الحروق في ثلثي الحالات بالطب التقليدي والذي يشمل استخدام البيض والطين وأوراق الشجر وروث البقر.
والتدخل الجراحي محدود في بعض الحالات لعدم كفاية الموارد المالية وعدم توفرها.
إلى جانب الأدوية، هناك عدة طرق أخرى تستخدم لتخفيف الألم والقلق أثناء عملية العلاج وهذه الطرق تشمل المعالجة بالواقع الافتراضي والتنويم المغناطيسي ومداخلات سلوكية مثل طرق تشتيت الانتباه.

## الإنذار
| مساحة كامل سطح الجسم | الوفيات |
| -------------------- | ------- |
| <10%                 | 0.6%    |
| 10-20%               | 2.9%    |
| 20-30%               | 8.6%    |
| 30-40%               | 16%     |
| 40-50%               | 25%     |
| 50-60%               | 37%     |
| 60-70%               | 43%     |
| 70-80%               | 57%     |
| 80-90%               | 73%     |
| >90%                 | 85%     |
| استنشاق              | 23%     |

إنذار الحروق سيئ في الحروق الكبيرة وكبار السن والإناث.
كما يؤثر كل من الإصابة باستنشاق الدخان واصابات أخرى مثل كسور في العظام الطويلة ووجود أمراض أخرى خطيرة (مثل أمراض القلب والسكري والأمراض النفسية ومحاولات الانتحار) في توقعات سير المرض.
في الولايات المتحدة يتوفى في المتوسط، 4% من المقبولين في مراكز الحروق،
مع الاعتبار ان نتائج الأفراد تعتمد على حجم الإصابة بالحروق. فمثلاً من المقبولين بحروق أقل من 10% من مساحة سطح الجسم يقل معدل الوفيات عن 1%، أما المصابين بأكثر من 90 % من مساحة الجسم فمعدل الوفيات يصل إلى 85%.
في أفغانستان، نادرا ما ينجو المصابون بحروق أكثر من 60% من مساحة سطح الجسم.
استُخدم معدل بوكس تاريخياً لتحديد إنذار الحروق الشديدة، ولكن مع الرعاية المتقدمة، لم يعد هذا معدّل دقيقاً.
ويُحسب هذا الرقم بإضافة حجم الحرق (%  مساحة سطح الجسم) إلى عمر المصاب، والناتج يساوي تقريباً نسبة خطر حدوث الوفاة.

### المضاعفات
قد تحدث عدة مضاعفات، والعدوى هي أكثرها شيوعاً.
والمضاعفات المحتمل حدوثها، بترتيب معدل حدوثها تشمل؛ الالتهاب الرئوي والتهاب النسيج الخلوي وعدوى المسالك البولية وفشل الجهاز التنفسي.
تشمل عوامل الخطورة التي تساعد في حدوث العدوى: الحروق التي تصل لأكثر من 30% من مساحة سطح الجسم والحروق كاملة السمك، الأصغر والأكبر في الأعمار أو الحروق التي تشمل الأرجل أو العجان.
وعادة ما يحدث الالتهاب الرئوي تحديداً في حالات اصابات الاستنشاق.
وعادة ما يحدث مرض فقر الدم التالي للحروق التي تصيب كاملة سمك الجلد لأكثر من 10% من مساحة سطح الجسم.
وقد ينجم عن الحروق الكهربائية متلازمة الحيز أوانحلال الربيدات وذلك بسبب تحلل العضلات. ومن المقدر أن يحدث تجلط دموي في أوردة الأرجل لدى 6 إلى 25% من المصابين. وحالة فرط الاستقلاب التي قد تستمر لسنوات بعد حرق كبير يمكن أن تؤدي إلى انخفاض في كثافة العظم ونقص في كتلة العضلات.
وقد تتشكل الجدرة لاحقةً للحروق، خاصة لدى صغار السن وذوي البشرة الداكنة.
قد يعاني الأطفال بعد الحروق من صدمة نفسية كبيرة ويصابون بـ اضطراب الكرب التالي للرضح. وقد يؤدي التندب إلى تشوه شكل الجسم.
في العالم النامي/الثالث، قد تؤدي الحروق الكبيرة إلى عزلة اجتماعية وفقر مدقع قد تؤدي إلى نبذ الأطفال.

## الوبائيات
Image:Fires world map - DALY - WHO2004.svg|thumb|]]سنوات العمر باحتساب العجز[[بالنسبة للحروق لكل 100,000 نسمة عام 2004.
| no data < 50 50-100 100-150 150-200 200-250 250-300 | 300-350 350-400 400-450 450-500 500-600 > 600 |

]]
| no data < 50 50-100 100-150 150-200 200-250 250-300 | 300-350 350-400 400-450 450-500 500-600 > 600 |

]]

منذ عام 2004 تطلبت 11  مليون حالة من الحروق رعاية طبية في أنحاء العالم، توفي منها 300,000 حالة.
| no data < 50 50-100 100-150 150-200 200-250 250-300 | 300-350 350-400 400-450 450-500 500-600 > 600 |

]]
منذ عام 2004 تطلبت 11  مليون حالة من الحروق رعاية طبية في أنحاء العالم، توفي منها 300,000 حالة.
مما يجعل الحروق رابع سبب رئيس للإصابات بعد تصادم السيارات والسقوط والعنف.
| no data < 50 50-100 100-150 150-200 200-250 250-300 | 300-350 350-400 400-450 450-500 500-600 > 600 |

]]
منذ عام 2004 تطلبت 11  مليون حالة من الحروق رعاية طبية في أنحاء العالم، توفي منها 300,000 حالة.
مما يجعل الحروق رابع سبب رئيس للإصابات بعد تصادم السيارات والسقوط والعنف.
تحدث أكثر من 90% من الحروق في بلدان العالم النامي/ العالم الثالث.
| no data < 50 50-100 100-150 150-200 200-250 250-300 | 300-350 350-400 400-450 450-500 500-600 > 600 |

]]
منذ عام 2004 تطلبت 11  مليون حالة من الحروق رعاية طبية في أنحاء العالم، توفي منها 300,000 حالة.
مما يجعل الحروق رابع سبب رئيس للإصابات بعد تصادم السيارات والسقوط والعنف.
تحدث أكثر من 90% من الحروق في بلدان العالم النامي/ العالم الثالث.
ويعزى ذلك جزئياً للاكتظاظ وطرق الطهي غير الآمنة.
| no data < 50 50-100 100-150 150-200 200-250 250-300 | 300-350 350-400 400-450 450-500 500-600 > 600 |

]]
منذ عام 2004 تطلبت 11  مليون حالة من الحروق رعاية طبية في أنحاء العالم، توفي منها 300,000 حالة.
مما يجعل الحروق رابع سبب رئيس للإصابات بعد تصادم السيارات والسقوط والعنف.
تحدث أكثر من 90% من الحروق في بلدان العالم النامي/ العالم الثالث.
ويعزى ذلك جزئياً للاكتظاظ وطرق الطهي غير الآمنة.
وعموماً فإن 60% من الحروق المميتة تحدث في جنوب شرق آسيا بنسبة 11.6 لكل 100,000 حالة.
| no data < 50 50-100 100-150 150-200 200-250 250-300 | 300-350 350-400 400-450 450-500 500-600 > 600 |

]]
منذ عام 2004 تطلبت 11  مليون حالة من الحروق رعاية طبية في أنحاء العالم، توفي منها 300,000 حالة.
مما يجعل الحروق رابع سبب رئيس للإصابات بعد تصادم السيارات والسقوط والعنف.
تحدث أكثر من 90% من الحروق في بلدان العالم النامي/ العالم الثالث.
ويعزى ذلك جزئياً للاكتظاظ وطرق الطهي غير الآمنة.
وعموماً فإن 60% من الحروق المميتة تحدث في جنوب شرق آسيا بنسبة 11.6 لكل 100,000 حالة.
في العالم المتقدم، نسبة الوفيات الناجمة عن الحروق بين الرجال البالغين ضعف نسبة وفيات الإناث.وقد يكون ذلك بسبب أعمالهم العالية الخطورة والأنشطة التي تتطلب قدرا كبيرا من المخاطرة.  وعلى العكس ففي البلدان النامية، الإناث معرضات للخطر مرتين أكثر من الرجال وذلك بسبب حوادث المطبخ والعنف المنزلي. وتحدث الوفيات الناتجة عن الحروق بين الأطفال بمعدل عشر أضعاف في البلدان النامية عنها في العالم المتقدم. وبالإجمال فان الحروق واحدة من أعلى خمسة عشر سبباً رئيسياً لوفيات الأطفال. ومن عام 1980 حتى 2004 شهدت العديد من البلدان انخفاض في معدل الحروق المميتة وفي الحروق عامةً.

### البلدان المتقدمة
في الولايات المتحدة، يتلقى سنوياً حوالي 500,000 مصاب بالحروق علاجاً طبياً. نتج عنهم 3,300 حالة وفاة عام 2008. معظم الحروق (70%) والوفيات الناتجة عن الحروق حدثت بين الذكور. تقع أعلى نسبة حوادث حروق النار بين من تراوح أعمارهم بين  18 –  و 35 سنة، بينما أعلى نسبة حوادث الحرق السمطي تحدث بين الصغار دون الخامسة والكبار فوق الـ65. تؤدي الحروق الكهربائية لحوالي 1,000 حالة وفاة سنوياً. ويؤدي البرق إلى وفاة حوالي 60 شخصاً سنوياً.
في أوروبا، تحدث الحروق المتعمدة عادة بين الرجال في منتصف العمر.

### البلدان النامية
في الهند يصاب حوالي 700,000 - 800,000 شخص سنوياً بحروق كبيرة، ومع ذلك لا يتم رعاية الا القليل منهم في وحدات حروق متخصصة. أعلى المعدلات تحدث للنساء التي تتراوح أعمارهم بين 16 – 35  عاماً. . ويعود جزء من هذا المعدل العالي إلى المطابخ غير الآمنة والملابس الفضفاضة المعروفة في الهند. حوالي ثلث الحرائق كلها في الهند حدثت بسبب الملابس التي امسكت بها النار من اللهب المكشوف.
ومن الأسباب الشائعة أيضاً، الحروق المتعمدة والتي تحدث بمعدلات عالية بين الشابات بعد العنف المنزلي والإيذاء الذاتي.

## نبذة تاريخية

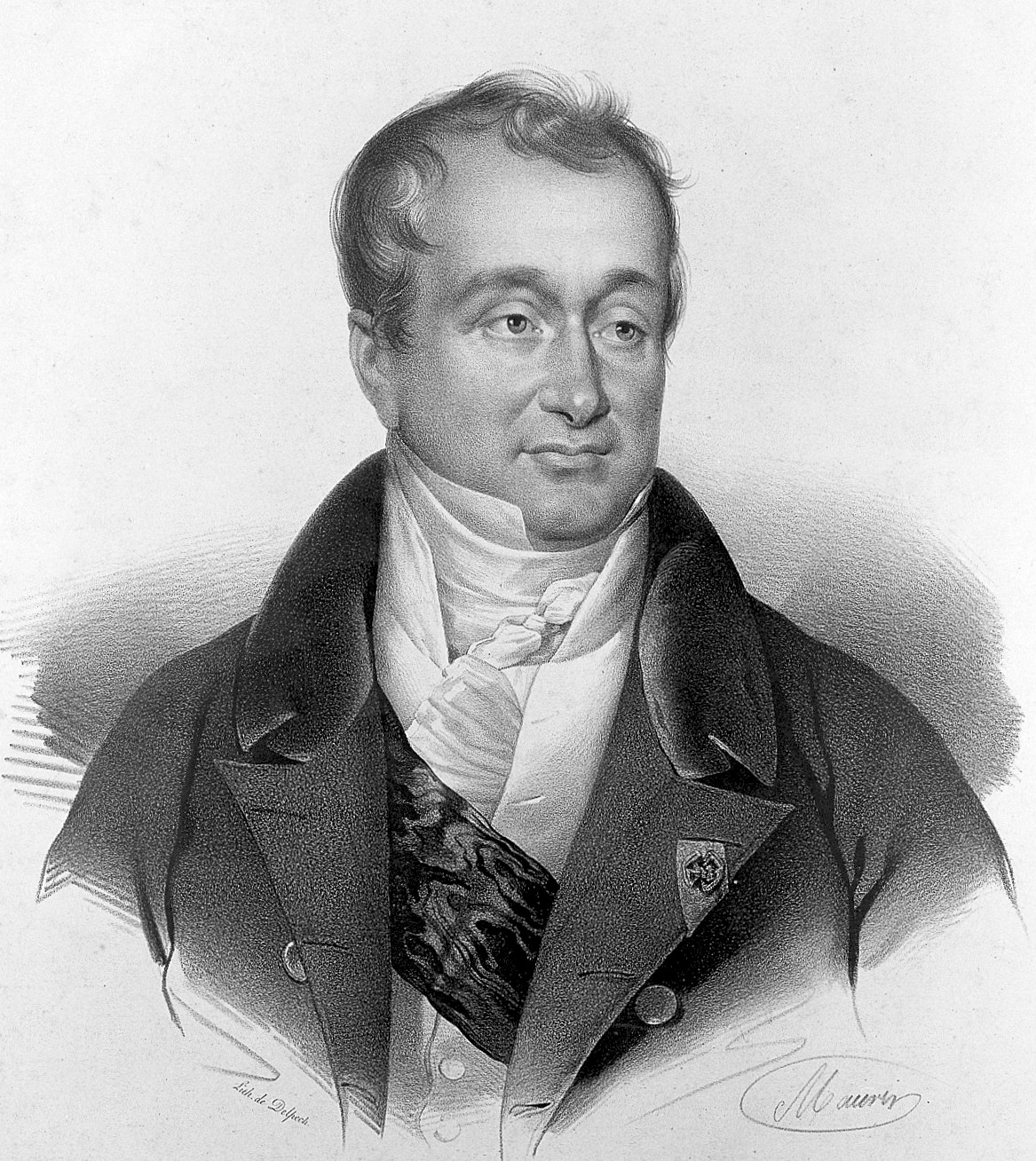
غيوم دوبويترن (1777-1835) الذي طور تصنيف درجة الحروق

قبل أكثر من 3,500  عامٍ سجلت رسوم الكهوف حروقاً وكيفية التعامل معها.
أما بردية سميث المصرية والتي تعود إلى 1500عاماً  قبل الميلاد فهي تصف علاجات تستخدم العسل ومرهم الراتين.
وقد استخدمت العديد من العلاجات الأخرى على مر العصور، بما في ذلك أوراق الشاي الصيني التي تعود إلى عام 600 قبل الميلاد، وشحم الخنزير والخل من قبل ابقراط 400  قبل الميلاد واستخدم سيلسوس النبيت والمر وذلك في عام 100  للميلاد.
الحلاق – الجراح الفرنسي أمبرواز باري هو أول من وصف درجات الحروق المختلفة في 1500.
وفي عام 1832 وسع غيوم دوبويتران هذه الدرجات إلى ست درجات من الحدة.
افتتحت أول مستشفى لعلاج الحروق في لندن بانجلترا عام1843، وبدأ تطوير الرعاية الحديثة للحروق في القرن التاسع عهشر وأوائل القرن العشرين.
أثناء الحرب العالمية الأولى وضع هنري د. ديكين وألكسيس كاريل معايير لتنظيف وتعقيم الحروق والجروح باستخدام محلول هيبوكلوريت الصوديوم والذي خفض معدل الوفيات كثيرًا.
في أربعينات القرن العشرين اكتشفت أهمية التنضير المبكر للجلد وعملية الترقيع الجلدي وفي نفس الوقت تقريباً بدأت عملية الإنعاش بالسوائل ووضعت القواعد الارشادية لها.
في السبعينات من القرن العشرين أظهر الباحثون أهمية حالة فرط الاستقلاب التي تتبع الحروق الكبرى.

## روابط خارجية
- حرق (إصابة) على مشروع الدليل المفتوح